# Adolescents (álbum)
Adolescents é o álbum de estreia da banda The Adolescents, lançado em 1981.
| Críticas profissionais                                                      | Críticas profissionais |
| Avaliações da crítica                                                       | Avaliações da crítica  |
| Fonte                                                                       | Avaliação              |
| --------------------------------------------------------------------------- | ---------------------- |
| allmusic                                                                    | [ 2 ]                  |
| Esta tabela precisa de ser acompanhada por texto em prosa. Consulte o guia. |                        |

## Faixas
1. "I Hate Children" — 1:44
2. "Who Is Who" — 1:22
3. "Wrecking Crew" — 2:06
4. "L.A. Girl" — 1:46
5. "Self Destruct" — 0:47
6. "Kids of the Black Hole" — 5:26
7. "No Way" — 2:00
8. "Amoeba" — 3:02
9. "Word Attack" — 1:05
10. "Rip It Up" — 2:10
11. "Democracy" — 2:07
12. "No Friends" — 2:29
13. "Creatures" — 1:57

## Créditos
- Tony Cadena — Vocal
- Steve Soto — Guitarra
- Frank Agnew — Guitarra
- Rikk Agnew — Baixo
- Casey Royer — Bateria